# Trbunje
Trbunje (en serbe cyrillique : Трбуње) est un village de Serbie situé dans la municipalité de Blace, district de Toplica. Au recensement de 2011, il comptait 502 habitants.

## Démographie

### Évolution historique de la population
| 1948  | 1953  | 1961  | 1971 | 1981 | 1991 | 2002 | 2011 |
| ----- | ----- | ----- | ---- | ---- | ---- | ---- | ---- |
| 1 241 | 1 262 | 1 119 | 961  | 855  | 710  | 559  | 502  |

|  |

## Personnalités
Le poète avant-gardiste Rade Drainac (1899-1943) est né dans le village. Tomislav Jovanović (né en 1951), professeur à la Faculté de médecine de l'université de Belgrade et ministre de Éducation en est également issu.